# Croix de guerre
Croix de Guerre (în franceză:  [kʁwa də ɡɛʁ] , Crucea de război ) este o decorație militară a Franței. A fost creată  în 1915 și constă dintr-o medalie cu cruce pătrată pe două săbii încrucișate, atârnate de o panglică cu pini de diferite grade. Decorația a fost acordată în timpul Primului Război Mondial, apoi în Al Doilea Război Mondial și în alte conflicte. Croix de Guerre a fost, de asemenea, acordată în mod obișnuit forțelor militare străine aliate Franței. 
Croix de Guerre poate fi acordată fie ca premiu individual, fie ca premiu de unitate acelor soldați care se disting prin acte de eroism care implică lupta cu inamicul. Medalia este acordată celor care au fost „menționați în expediții”, ceea ce înseamnă că au făptuit acte eroice sau fapte care merită o citare de la unitatea militară centrală. Premiul unității Croix de Guerre cu frunză de palmier a fost acordată unităților militare ai căror membri au făcut fapte eroice în luptă și au fost ulterior recunoscuți de către cartierul general.

## Aspect
| Croix de Guerre                                                                  | Croix de Guerre |
| -------------------------------------------------------------------------------- | --- |
|                                                                                  | |
| Tip                                                                              | Decorație militară ( decorație de patru clase) Patru grade: Croix de Guerre cu Frunză de palmier de bronz Croix de Guerre cu Stea de Aur Croix de Guerre Croix de Guerre cu Stea de Bronz |
| Premiat pentru                                                                   | persoane care se disting prin acte de eroism care implică lupta cu forțele inamice |
| Descriere                                                                        | O cruce de bronz cu săbii |
| Prezentat de                                                                     | Franța |
| Eligibilitate                                                                    | Numai personal militar, adesea acordat unor militari din țările aliate |
| Campanie                                                                         | Primul Război Mondial Al Doilea Război Mondial Alte războaie care nu au avut loc pe teritoriul Franței                                                                                    |
| Cleme                                                                            | Niciunul pentru războaie sau campanii; stelele și frunza de palmier indică gradul medaliei acordate                                                                                       |
| stare                                                                            | Activ |
| Stabilit                                                                         | 2 aprilie 1915 |
|                                                                                  | |
| Croix de Guerre avec bare de panglică Palme și streamer (1914-1918 și 1939-1945) | |

Pentru decorarea unității cu Croix de Guerre, se acordă un fourragère (care ia forma unui cablu împletit); aceasta este suspendată de umărul uniformei individuale.
Pe măsură ce Croix de Guerre este emisă ca mai multe medalii și ca decorație a unității militare, au apărut de obicei situații în care unui luptător i s-a acordat decorația de mai multe ori, pentru acțiuni diferite și din surse diferite. Regulamentele au permis, de asemenea, purtarea a mai multor Croix de Guerre, ele fiind diferențiate în înregistrările de serviciu prin specificarea Croix de Guerre franceză , Croix de Guerre franceză (WWI) etc.

## Croix de Guerre franceză
Există trei medalii distincte Croix de Guerre în sistemul francez de onoruri:
| Panglică | Premii |
|          | Croix de guerre 1914–1918 (pentru serviciul din Primul Război Mondial) |
|          | Croix de guerre 1939–1945 (pentru serviciul celui de-al doilea război mondial) |
|          | Croix de guerre des théâtres d'opérations extérieures (TOE) pentru alte războaie în afară de Primul Război Mondial și al Doilea Război Mondial care nu s-au luptat pe pământul francez |

Mai mult, guvernul colaboraționist francez a creat două croixuri în timpul celui de-al doilea război mondial. Aceste croix sunt acum ilegale în conformitate cu legislația franceză și purtarea lor este interzisă:
| Panglică | Premii |
|          | Croix de guerre ( Franța Vichy ; pentru serviciul celui de-al doilea război mondial)                       |
|          | Croix de guerre de la Légion des Volontaires Français (pentru serviciul celui de-al doilea război mondial) |

Croix a fost creat printr - o lege din 02 aprilie 1915, propus de deputatul francez Émile Briant. Croix a reintrodus și a modificat un sistem mai vechi de mențiuni în expediții, care erau doar onoruri administrative, fără medalii care să le însoțească. Sculptorul Paul-André Bartholomé a creat medalia, o cruce de bronz cu săbii, care arată efigia republicii.
Croix francez reprezintă o mențiune în expedițiile acordate de un ofițer comandant, cel puțin un comandant de regiment. În funcție de ofițerul care a emis mențiunea, panglica Croix este marcată cu știfturi suplimentare.
- Menționat în Expedieri :
  - o stea de bronz pentru cei care fuseseră menționați la nivel de regiment sau brigadă .
  - o stea de argint, pentru cei care fuseseră menționați la nivelul diviziei .
  - o stea aurită (argintie) pentru cei care fuseseră menționați la nivelul corpului .
  - o palmă de bronz pentru cei care fuseseră menționați la nivelul armatei.
  - o palmă de argint înseamnă cinci de bronz.
  - o palmă argintie-aurită (aurie) pentru cei care fuseseră menționați la nivelul Forțelor Franceze Libere (numai al doilea război mondial).

Croixul francez de guerre des TOE a fost creat în 1921 pentru războaiele purtate în teatrele de operațiuni din afara Franței. A fost acordat în timpul războiului din Indochina , al războiului coreean și al diferitelor războaie din deceniile care au urmat. Este singura versiune a Croix de Guerre încă considerată activă, deși nu a fost prezentată de la războiul din Kosovo din 1999.
Când a izbucnit al doilea război mondial în 1939, o nouă Croix de Guerre a fost creată de Édouard Daladier . A fost abolită de guvernul Vichy în 1941, care a creat o nouă Croix de Guerre. În 1943, generalul Giraud din Alger a creat o altă Croix de Guerre. Atât Vichy, cât și Giraud Croix au fost desființate de generalul de Gaulle în 1944, care a restabilit Croix-ul din 1939.
Croix de Guerre are prioritate între Ordre national du Mérite și Croix de la Valeur Militaire , Croix din Primul Război Mondial fiind superior celui din al Doilea Război Mondial, el însuși superior TOE Croix.

## Premiul unit
Stema din Leuven , cu o Croix de Guerre franceză, probabil pentru a comemora actele de eroism din timpul răpirii orașului de către Germania în 1914.
Croix poate fi acordat unităților militare, ca manifestare a unei mențiuni colective în expediere . Apoi este afișat pe steagul unității. O unitate, de obicei un regiment sau un batalion , este întotdeauna menționată la nivelul armatei. Croix este apoi o Croix de Guerre cu palmă. Alte comunități, cum ar fi orașe sau companii, pot primi, de asemenea, Croix.
Când o unitate este menționată de două ori, i se acordă fourragère din Croix de Guerre . Acest fourragère este purtat de toți bărbații din unitate, dar poate fi purtat pe o bază personală: cei atribuiți permanent unei unități, la momentul mențiunilor, aveau dreptul să poarte fourragère pentru restul serviciului militar.
Personalul temporar sau cei care s-au alăturat unei unități după acțiunile menționate au fost autorizați să poarte premiul în timp ce erau membri ai unității, dar ar preda decorația la transfer. Această purtare temporară a fourragère s-a aplicat doar versiunii franceze a Croix de Guerre.
Regimentul 2 batalion Devonshire al armatei britanice, împreună cu 5 baterii RA, au primit Croix de Guerre franceză cu palmă pentru apărarea sa galantă a Bois des Buttes pe 27 mai 1918, prima zi a celei de-a treia bătălii de pe Aisne . Croix de Guerre cu palmă a fost, de asemenea, acordat Batalionului 2 Kings Shropshire Infanterie ușoară pentru galanterie lângă Bligny, parte a celei de-a doua bătălii de la Marne . Mai multe alte batalioane ale armatei britanice vor primi premiul înainte de sfârșitul războiului.

## Acceptarea Statelor Unite
În armata Statelor Unite, Croix de Guerre a fost acceptată ca decor străin. Rămâne unul dintre cele mai dificile premii străine pentru verificarea dreptului. Unitatea Croix de Guerre și premiul individual au fost adesea prezentate numai cu comenzi originale și rareori au intrat într-un registru de service permanent. 1973 Arhivele Nationale Focul a distrus cele mai multe din al doilea război mondial dosarele de personal , care sunt necesare pentru a verifica dreptul unui veteran la premiul Croix de Guerre. Cu toate acestea, drepturile de atribuire a unității străine pot fi verificate și verificate prin evidența oficială a istoricului unității. Veteranii trebuie să furnizeze dovada serviciului în unitatea citată în momentul acțiunii pentru a avea dreptul la atribuire. Premiile individuale străine pot fi verificate prin evidența militară a guvernului străin (Franța).
În ceea ce privește Statele Unite în Primul Război Mondial, în zilele de 10, 12 și 13 aprilie 1918, liniile deținute de trupele Regimentului 104 Infanterie, din Divizia 26 „Yankee”, în Bois Brûlé, lângă Apremont în Ardennes, au fost puternic bombardat și atacat de germani. La început, germanii și-au asigurat un punct de sprijin în câteva tranșee avansate, care nu au fost puternic ținute, dar, ulterior, contraatacurile solide ale infanteriei 104 - în punctul baionetei - au reușit să alunge inamicul cu pierderi serioase, restabilind în totalitate americanul linia. Pentru galanteria sa, a 104-a infanterie a fost citată în ordinea generală a Corpului 32 de armată francez la 26 aprilie 1918. Într-o ceremonie impresionantă care a avut loc într-un câmp lângă Boucq, la 28 aprilie 1918, 104 infanterie ' Steagul regimentului a fost decorat cu Croix de Guerre de către generalul francez Fenelon FG Passaga. "Sunt mândru să decorez drapelul unui regiment care a dat dovadă de o asemenea tărie și curaj", a spus el. „Sunt mândru să decorez drapelul unei națiuni care a venit să ajute în lupta pentru libertate”. Astfel, a 104-a infanterie a devenit prima unitate americană care a fost onorată de o țară străină pentru curaj excepțional în luptă. În plus, 117 membri ai 104-a infanterie au primit premiul, inclusiv comandantul acesteia, colonelul George H. Shelton. a 104-a infanterie a devenit prima unitate americană care a fost onorată de o țară străină pentru curajul excepțional în luptă. În plus, 117 membri ai 104-a infanterie au primit premiul, inclusiv comandantul său, colonelul George H. Shelton. a 104-a infanterie a devenit prima unitate americană care a fost onorată de o țară străină pentru curaj excepțional în luptă. În plus, 117 membri ai 104-a infanterie au primit premiul, inclusiv comandantul acesteia, colonelul George H. Shelton.
În cel de-al doilea război mondial, cel de-al 320-lea grup de bombardament a primit Croix de Guerre avec Palme pentru acțiuni de pregătire și susținere a operațiunilor ofensive aliate în centrul Italiei, aprilie-iunie 1944. A fost prima unitate americană din acest război care a primit citare.  Membrii Batalionului 440 AAA AW (Artilerie Antiaeriană - Arme Automate) ai Armatei SUA au primit, de asemenea, Croix de Guerre avec Palme (premiu de unitate) pentru oprirea contraofensivei Germaniei din Ardenele deținând orașul Gouvy, Belgia timp de 4 1 ⁄ 2 zile la începutul bătăliei de la Bulgepe 16 decembrie 1944. Gouvy se află la jumătatea distanței dintre Sf. Vith și Bastogne. Comandant al 440, locotenent colonel Robert O. Stone și Pfc. Joseph P. Regis, a primit, de asemenea, un premiu individual al Croix de Guerre avec Palme. La 21 iunie 1945, generalul francez De Gaulle a prezentat următoarea citare a 34-a divizie de infanterie a Statelor Unite : „O„ division d'elite ”, a cărei cooperare loială și eficientă cu diviziile franceze, începută în TUNISIA , a fost continuată glorios în toată Italia campanie , în special în timpul operațiunilor BELVEDEREcând Divizia 34, în ciuda dificultăților momentului, a manifestat cele mai curajoase eforturi în sprijinul operațiunilor Diviziei 3 Algeriene. Această citație poartă cu el premiul Croix de Guerre cu Palm. „Soldații din Regimentul 509th Parachute Infantry Regiment „ Geronimos ”au primit distincția Croix de Guerre cu Silver Star, pentru serviciul din campania din sudul Franței. 369th Regiment de infanterie, Cunoscuți ca luptători ai iadului de la Harlem de către nemții pe care i-au ucis, au primit o unitate ca medalie. 171 de membri au primit personal medalia împreună cu cea mai mare distincție a națiunilor, Legiunea de Onoare. ". 
La 30 martie 1951, președintele Republicii Franceze, Vincent Auriol , a fixat nu numai Croix de Guerre cu Palm, ci și Legiunea de Onoare pe steagul Brigăzii de Mijlocii ai Academiei Navale a Statelor Unite, ca recunoaștere a contribuțiilor istorice al Academiei Navale, în special contribuțiile absolvenților la victoria din cel de-al doilea război mondial. Steagul Brigăzii Midshipmen nu afișează serpentine pentru niciun premiu și nici Midshipmen nu poartă fourragère, în ciuda dreptului aparent de a face ambele. 
Astăzi, membrii mai multor unități ale Armatei SUA și ale Corpului Marinei care au primit fourragère pentru serviciul de luptă în timpul Primului Război Mondial și / sau II sunt autorizați să poarte premiul în timp ce sunt repartizați unității. La transferul din unitate individul nu mai este autorizat să poarte fourragère. Purtarea decorațiunii este considerată doar ceremonială și nu este înscrisă ca persoană militară oficială sau premiu de unitate în evidența permanentă a serviciului membru al serviciului. Unitățile autorizate în prezent să poarte fourragère franceză sunt:
- Armata americana
  - Divizia 2 Infanterie "Indianhead" - Pentru serviciu în timpul Primului Război Mondial cu Corpul I, Prima Armată SUA, Forțele Expediționare Americane (AEF)
  - Divizia a 3-a de infanterie " Divizia Marne" - Pentru serviciu în timpul Primului Război Mondial cu Corpul III, Prima Armată SUA, AEF și în al Doilea Război Mondial cu Corpul VI, Armata a șaptea SUA, Grupul al șaselea de armată SUA, AEF
  - Regimentul 4 Cavalerie "Raiders" - Pentru serviciu în timpul celui de-al doilea război mondial ca al 4-lea grup de cavalerie (mecanizat) al VII-lea corp, prima armată americană, al doisprezecelea grup armată americană, AEF
  - Regimentul 28 Infanterie „Leii din Cantigny” - Pentru serviciul în timpul Primului Război Mondial în Brigada 2 Infanterie, Divizia 1 Infanterie, Corpul I, Prima Armată SUA, AEF (Regimentul dezactivat începând cu 9 aprilie 2015)
  - 369th Regiment de infanterie "Harlem Hellfighters" - Pentru serviciu în timpul Primului Război Mondial în diviziunile 16 și 161 franceze (Regimentul a fost reorganizat și re-desemnat începând cu 20 iulie 2007 ca 369th Brigadă de susținere , 53d Comandamentul trupelor, Garda Națională a Armatei New York)
  - 371 Regimentul de infanterie (Statele Unite) "Divizia Mână Roșie" / "Soldații Buffalo" - a fost un regiment afro-american segregat , nominal o parte a Diviziei 93 , care a servit în Primul Război Mondial sub comanda armatei franceze . Cel de-al 371-lea a primit premiul Croix de Guerre francez ca premiu de unitate. În urma unei revizuiri a recomandărilor privind Medalia de Onoare, un bărbat înrolat, Freddie Stowers , a primit Medalia de Onoare a Congresului în 1991 pentru acțiuni în asaltul asupra Côte 188. În timpul războiului, un ofițer a primit Legiunea de Onoare franceză , 22 de ofițeri și bărbații au primit Crucea Serviciului Distins (Statele Unite) și 123 ofițeri și bărbați au primit Croix de Guerre francez.

106 Regimentul de cavalerie - Pentru serviciu în timpul celui de-al doilea război mondial - 121 CRS: Fourragère; 121 CRS: Croix de Guerre franceză cu Palm; Grupa 106: Croix de Guerre franceză cu Palm
- US Marine Corps
  - Regimentul 5 Marin "Al cincilea luptător"
  - Regimentul 6 Marine "The Fighting Sixth"
  - Batalionul 6 mitralieră (dezactivat la 13 august 1919)